# كارلوس أرنيتشيس مولتو
كارلوس أرنيتشيس مولتو ‏ (24 سبتمبر 1895 في مدريد - 12 أكتوبر 1958 في مدريد) مهندس معماري من إسبانيا.